# Westland Welkin
Le Westland Welkin était un chasseur lourd bimoteur britannique de la Westland Aircraft Company destiné au combat à très haute altitude, dans la stratosphère. Le mot « Welkin » vient de l'anglais vault of heaven (voûte céleste). Tout d'abord conçu en 1940, il a été fabriqué à partir de 1942–1943 en réponse à l'arrivée des bombardiers allemands Junkers Ju 86, modifiés pour les vols de reconnaissance, qui laissait supposer que la Luftwaffe allait essayer de reprendre les bombardements à haute altitude sur l'Angleterre. Cette menace ne s'est jamais concrétisée ce qui fait que la Westland n'a produit qu'un petit nombre de Welkins.

## Conception et fabrication
La Westland s'est servie de son P.14, essentiellement une adaptation du chasseur Whirlwind (et de son frère jumeau le P.13, plus expérimental), pour répondre à un appel d'offres (Specification F.4 of 1940) de l’Air Ministry pour un chasseur de haute altitude. Sa caractéristique la plus manifeste était son aile avec un énorme rapport largeur/longueur et une envergure de 21 m sur les avions de série. Les moteurs Rolls-Royce Peregrine compacts mais peu fiables du Whirlwind ont été remplacés par des moteurs plus puissants Rolls-Royce Merlin Mk.76/77. Cependant, la modification la plus significative a été le montage d'un cockpit pressurisé. C'est la partie qui a demandé le plus d'énergie. À la suite d'études très poussées, un nouveau cockpit vit le jour qui était construit en duralumin de forte épaisseur et boulonné directement sur l'avant du longeron principal. La verrière était constituée d'une couche interne épaisse en plexiglas pour maintenir la pression et d'une couche externe mince pour assurer la continuité. De l'air chaud était injecté entre les deux couches pour que la verrière ne givre pas.
En janvier 1941, le Ministry of Aircraft Production autorisa la construction de deux prototypes P.14. Les spécifications F.4/40 de l'appel d'offres ont été révisées en F.7/41 cette même année. Le Welkin s'est trouvé alors en compétition avec le Vickers Type 432 équipé de deux moteurs Merlin 61.
Le système de pressurisation était alimenté par un compresseur Rotol fixé sur le moteur bâbord (ce qui constituait la différence entre les moteurs Merlin de référence 76 et 77), fournissant une pression constante de 24 kPa au-dessus de la pression extérieure. Ce système permet de maintenir dans la cabine une pression équivalente à une altitude de 7 300 m lorsque l'avion vole à son altitude de conception de 14 000 m. Comme cette pressurisation restait insuffisante pour que le pilote puisse respirer normalement, il devait, en plus, porter un masque à oxygène durant le vol. Un joint d'étanchéité en caoutchouc rempli avec l'air pressurisé scellait la verrière lorsque le système était enclenché et une valve contrôlait la pression automatiquement. Le pilote devait aussi porter une combinaison de haute altitude au cas où il aurait été amené à sauter en parachute.
Le Welkin nécessitait un système électrique sophistiqué pour diminuer le nombre de joints et les points d'entrée et de sortie du cockpit pour les différents contrôles et instruments. Il fallait plusieurs heures à un électricien chevronné rompu aux caractéristiques du Welkin pour procéder aux vérifications avant le vol. Les ailes étaient si importantes que la portance élevée des volets Fowler du Whirlwind n'était plus nécessaire et ils ont été remplacés par de simples volets d'intrados. Une plus grande surface des ailes requérant une plus grande stabilité, la queue a été allongée pour offrir un plus grand bras de levier. L'armement — quatre canons Hispano de 20 mm — était le même que celui du Whirlwind, mais chez le Welkin les canons étaient fixés sur un chariot dans le ventre de l'appareil ce qui en facilitait le chargement. Cette disposition permettait aussi que le feu de bouche des canons n'éblouisse pas le pilote.

## Histoire des opérations

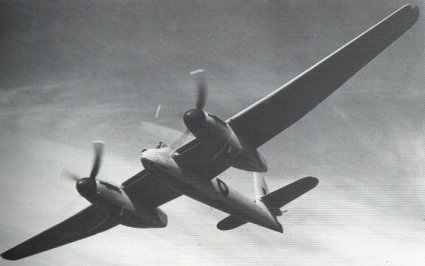
Welkin Mk I montrant bien son importante envergure.

Le temps que le Welkin Mk.I soit définitivement opérationnel, la Luftwaffe n'envisageait plus de conduire des missions à haute altitude ; ceci était principalement dû aux nombreuses interceptions réussies effectuées par des Supermarine Spitfire spécialement modifiés. Finalement, seulement 77 Welkins complets ont été fabriqués, plus 26 autres cellules sans moteurs. Deux Welkins ont servi dans la Fighter Interception Unit basée à RAF Wittering (Cambridgeshire) de mai à novembre 1944 où ils étaient utilisés pour acquérir de l'expérience et mettre au point des techniques de combat à haute altitude. Une version biplace en chasseur de nuit appelée Welkin NF.Mk.II a été développée pour satisfaire la spécification F.9/43 mais un seul a été fabriqué. Cette version n'est jamais entrée en production.
Les informations concernant le Welkin n'ont été publiées qu'à la fin de la guerre.
Le Welkin était très sérieusement handicapé par des problèmes de décrochage rendus encore plus critiques en raison de ses longues ailes très épaisses qui faisaient que son domaine de vol (plage de vitesse où il peut voler en sécurité) entre le décrochage « normal » et le décrochage haut devenait très petit à haute altitude — toute baisse de la vitesse de l'air provoquait un décrochage et toute hausse, un décrochage haut en raison du nombre de Mach critique limité de l'avion. Cette réduction du domaine de vol est un problème commun à tous les avions subsoniques conçus pour les hautes altitudes et est également apparu plus tard avec le Lockheed U-2. Quand W.E.W. Petter a dessiné un nouvel avion pour la haute altitude, le bombardier à réaction English Electric Canberra, ses ailes particulièrement courtes ont été rapidement remarquées.

## Versions
- Welkin Mk.I : avion de chasse de haute altitude monoplace et bimoteur.
- Welkin NF.Mk.II : prototype de chasseur de nuit biplace.

## Opérateurs
Royaume-Uni
- Royal Air Force Fighter Interception Unit basé à RAF Wittering (Cambridgeshire).